# Nuʻunefu
Nuʻunefu ist eine unbewohnte Insel an der Ostküste von Savaiʻi in Samoa. Sie gehört administrativ zum Distrikt Faʻasaleleaga.

## Geographie
Nuʻunefu ist eine winzige Riffinsel im Saumriff vor Fusi.

## Klima
Das Klima ist tropisch heiß, wird jedoch von ständig wehenden Winden gemäßigt. Ebenso wie die anderen Inseln von Samoa wird Nuʻunefu gelegentlich von Zyklonen heimgesucht.